# Europa-Universität Flensburg

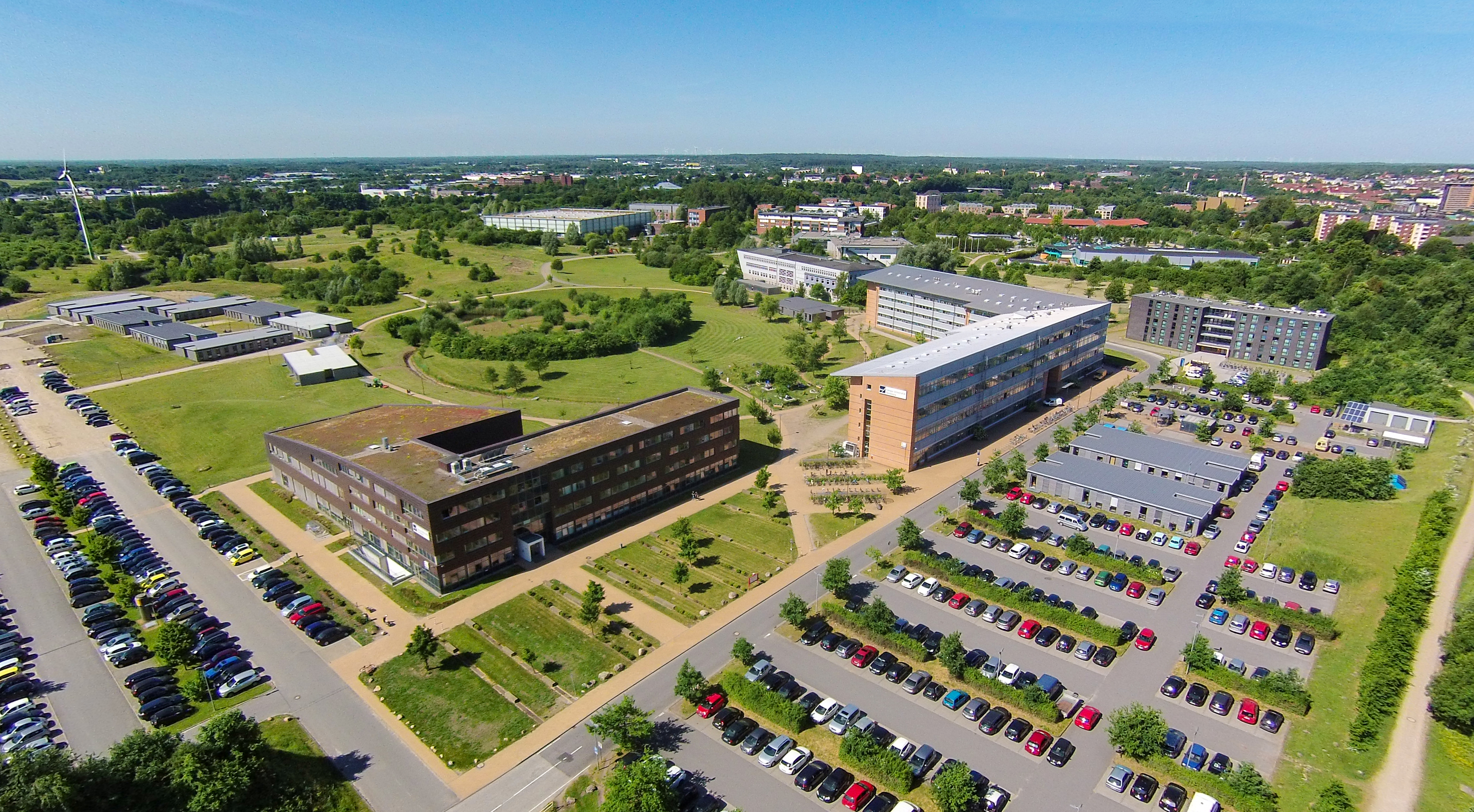
Überblick über den Campus

Die Europa-Universität Flensburg (EUF) ist eine staatliche Universität in der Stadt Flensburg. Sie liegt grenznah zu Dänemark im Flensburger Stadtteil Sandberg. Die EUF ist eine von zwei Europa-Universitäten in Deutschland und neben der Christian-Albrechts-Universität zu Kiel und der Universität zu Lübeck eine von drei Universitäten Schleswig-Holsteins.
Die nördlichste deutsche Universität ging 1994 aus der 1946 gegründeten Pädagogischen Hochschule Flensburg hervor und bietet insbesondere Studiengänge in den Bereichen Lehramt (einschließlich Gymnasium) und Bildungswissenschaften an, ergänzt um Studiengänge wie interdisziplinäre Europawissenschaften, Transformation/Nachhaltigkeit und Wirtschaftswissenschaften. Zu den Besonderheiten zählen deutsch-dänische Studiengänge in enger Kooperation mit der Syddansk Universitet in Sønderborg.

## Geschichte

### Vorgeschichte
Erste Planungsüberlegungen zur Gründung einer Universität in den Herzogtümern Schleswig und Holstein sind seit Mitte des 16. Jahrhunderts überliefert.
Seit den 1620er Jahren verfolgten die beiden Landesherren, der dänische König Christian IV. sowie Herzog Friedrich III., zusammen das Ziel, eine protestantische Hochschule in Flensburg, damals der bedeutendsten Stadt im Herzogtum Schleswig, zu gründen. Als der Flensburger Bürger Hans Marquartzen im Jahr 1632 schließlich die Stiftung von Geld- und Sachspenden versprach, war die Gründung einer solchen „Christian-Friedrich-Universität“ in greifbare Nähe gerückt. Doch der Dreißigjährige Krieg, dem bald die teilweise Zerstörung der Stadt folgte, machte den Plänen ein Ende. Testamentarisch bat Friedrich III. seinen Sohn Christian Albrecht, die Gründung einer Hochschule aber dennoch weiter voranzutreiben. Als Herzog Christian Albrecht von Schleswig-Holstein-Gottorf schließlich 1652 das kaiserliche Privileg erlangte, eine Universität zu gründen, verhandelte er zunächst auch mit Flensburg. Da die Stadt aber im Herzogtum Schleswig lag, das ein dänisches Lehen war, und nicht im Heiligen Römischen Reich, war eine Ansiedlung der neuen Hochschule in Flensburg rechtlich nicht möglich. Stattdessen erhielt Kiel, das im Gottorfschen Anteil am deutschen Herzogtum Holstein lag, 1665 die Christian-Albrechts-Universität. Diese blieb für über 300 Jahre die einzige Universität in Schleswig-Holstein.
Im Jahr 1877 wurde Flensburg erstmals Sitz einer Hochschule, der Navigationsschule. Diese bildete die Keimzelle für die Flensburger Fachhochschule, die heute mit der Universität kooperiert. Der Vorläufer der Universität Flensburg, die Pädagogische Hochschule wurde erst 1946 geschaffen.

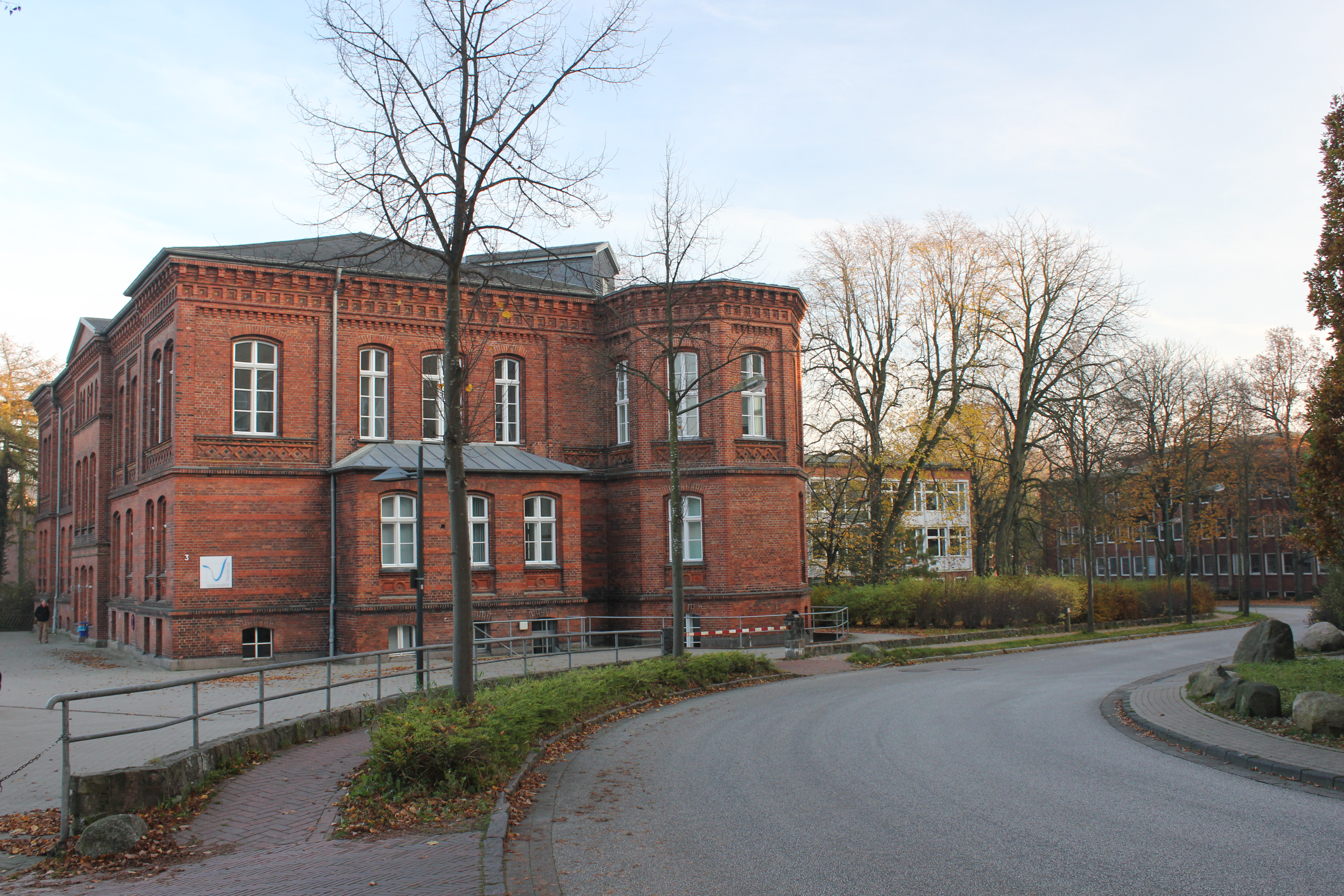
Die Navigationsschule an der Straße Munketoft; heute eine Außenstelle der Universität Flensburg
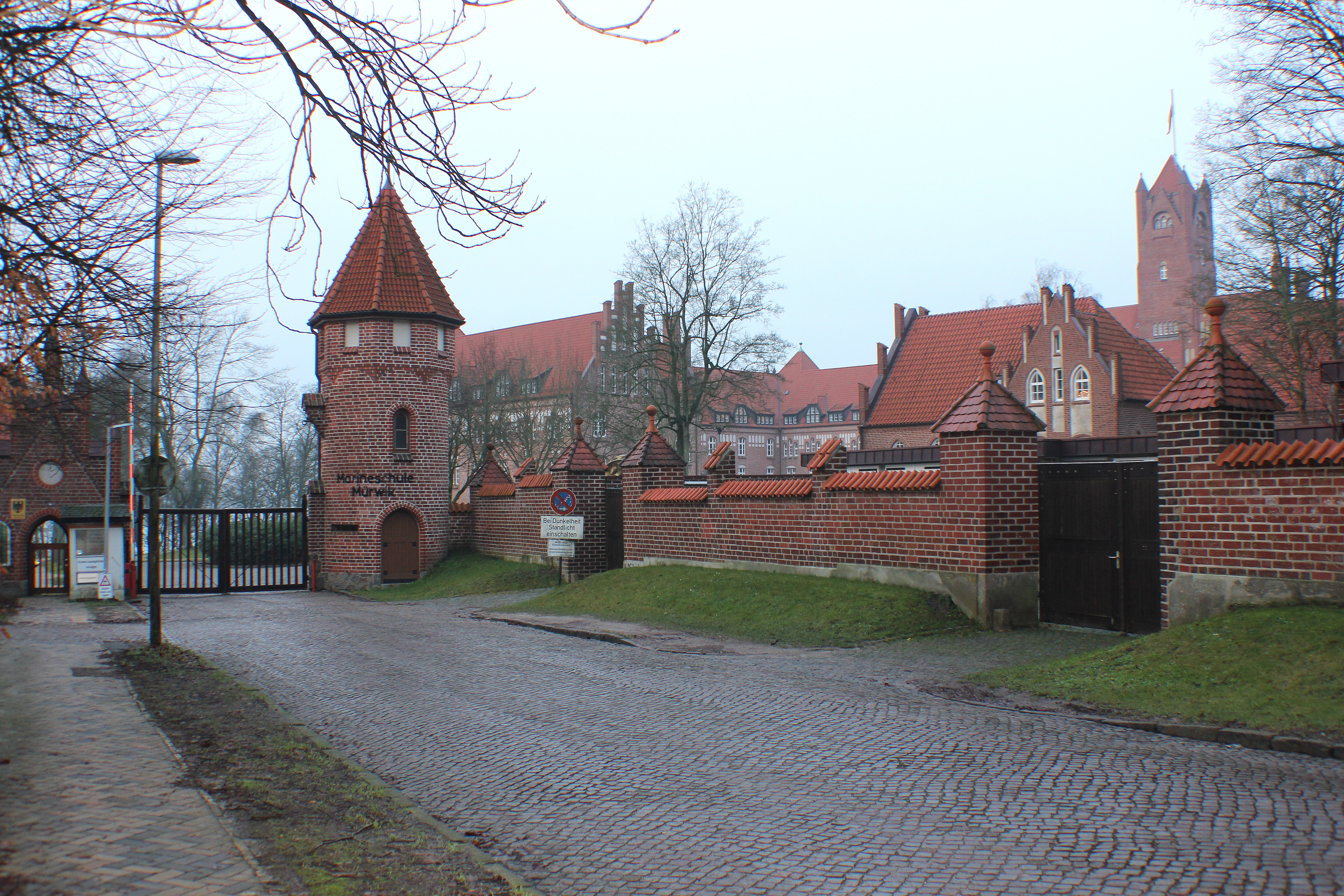
Erste Gehversuche machte die Uni im Gebäude der Marineschule Mürwik
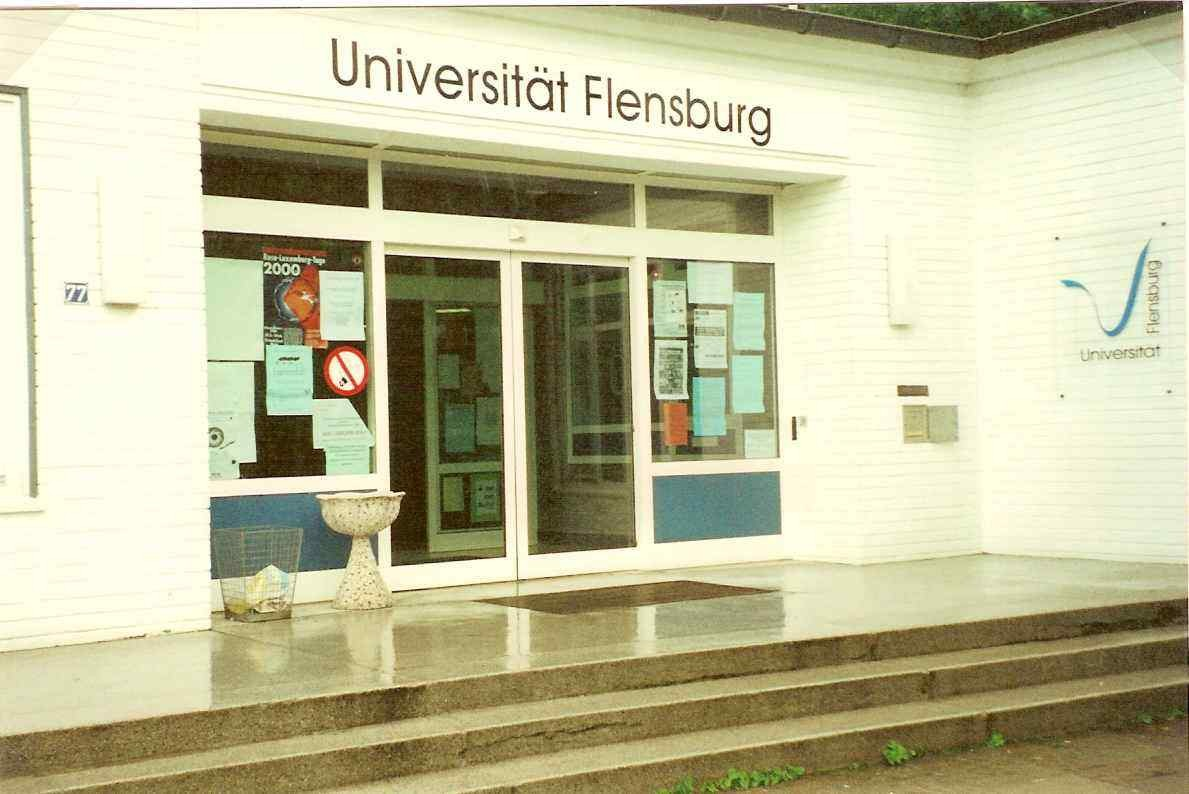
Der Haupteingang am alten Standort in der Mürwiker Straße (Fruerlund)
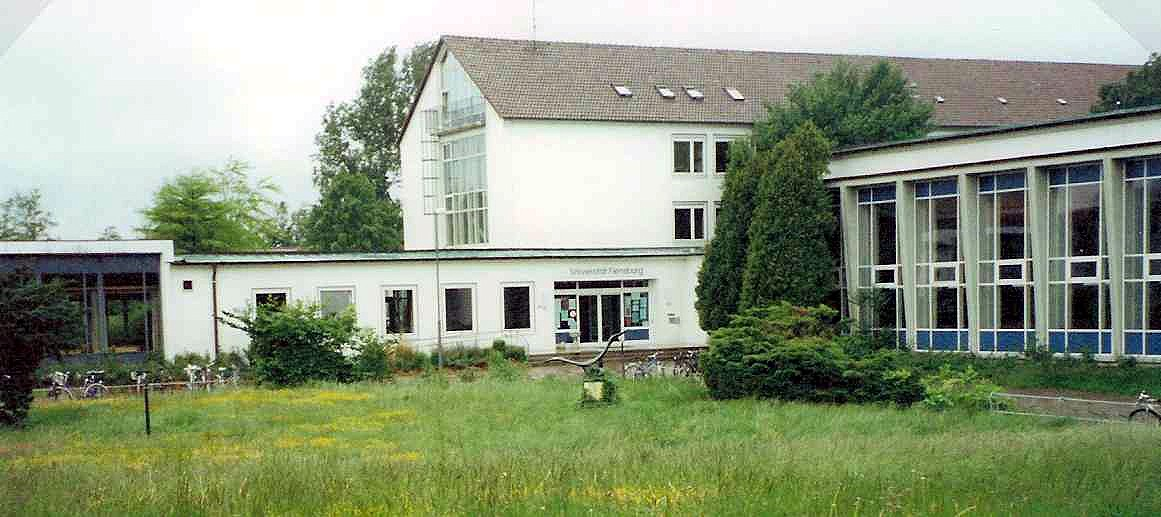
Die Mensa, das Hauptgebäude und die Bibliothek am alten Standort
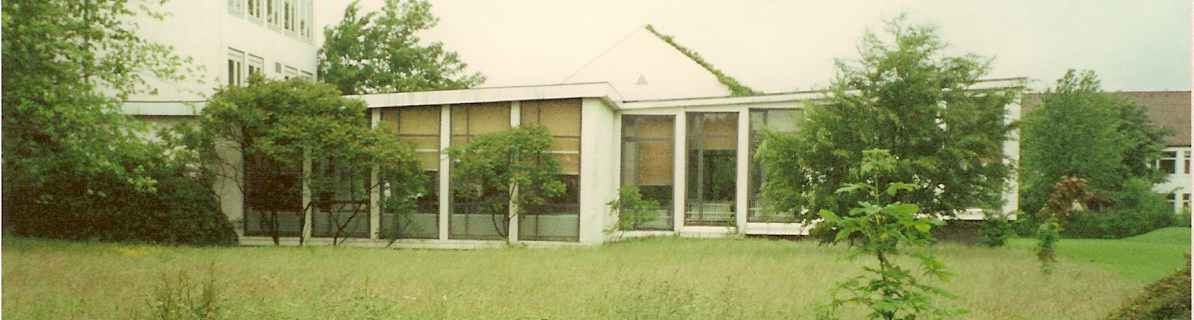
Der kleine und der große Hörsaal am alten Standort
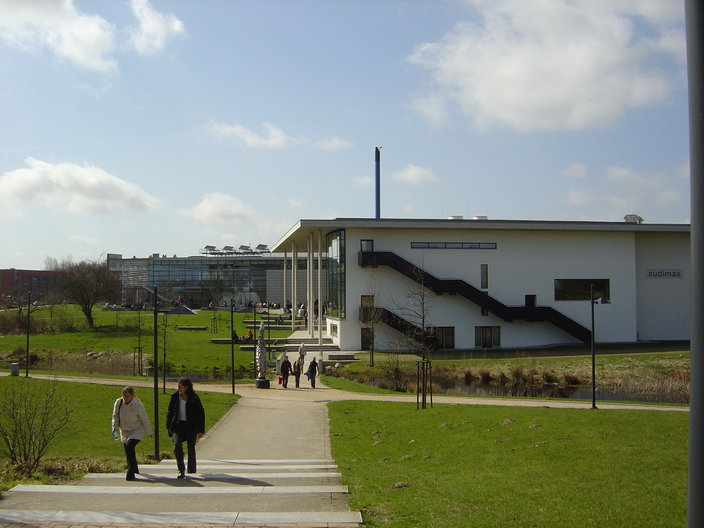
Die heutige Universität Flensburg, Hörsaalzentrum und Mensagebäude

### Pädagogische Hochschule
Am 2. März 1946 erging ein Erlass des Oberschulrats Friedrich Drenckhahn im Auftrage des Oberpräsidenten der Provinz Schleswig-Holstein zum Arbeitsbeginn der ersten Pädagogischen Hochschule, und zwar im Ostflügel der Marineschule Mürwik gemäß Anordnung der britischen Militärregierung vom 21. Februar 1946. 1950 konnte zusätzlich der zuvor vom Lazarett (Klinik Ost) genutzte Südflügel von der PH bezogen werden. Im Nordflügel befand sich von 1950 bis 1956 die Mürwiker Zollschule.
Die Pädagogische Hochschule unter Leitung von Gerhard Bohne öffnete am 21. März 1946 ihre Tore. Zunächst nahmen 220 Studenten das Studium zum Volksschullehrer auf. Das Studium dauert 15 Monate. Die Dozenten mussten eine Zusammenfassung jeder Vorlesung bei der Britischen Militärregierung abgeben. Die ersten Studenten absolvierten ein Jahr später (genauer am 9. Juni 1947) die Prüfung für das Erste Staatsexamen für das Lehramt an Volksschulen in den Fächern Pädagogik, Psychologie und einem gewählten Unterrichtsfach.
Am 6. Januar 1959 zog die Pädagogische Hochschule von der Marineschule in ein neues Gebäude in der Mürwiker Straße 77, nahe dem Volkspark um. Bald darauf, am 16. Oktober 1959, wurde das neue Studentenwohnheim, die „Flensburger Burse“, direkt neben dem neuen Gebäude der Pädagogischen Hochschule eröffnet. Seit dem 1. Januar 1963 wurden auch Realschullehrer an der Pädagogischen Hochschule ausgebildet. Bis 1967 hatten an der Pädagogischen Hochschule 3588 Studenten studiert. Am 2. Mai 1973 erhielt die Pädagogische Hochschule das (eingeschränkte) Promotionsrecht. In den 1980er Jahren stand an der Pädagogischen Hochschule die erste Phänomenta Deutschlands.

Ehemaliges Logo der Universität Flensburg

### Wandel zur Universität
1985 wurde erstmals versucht, eine Universität in Flensburg zu etablieren. In privater Trägerschaft wurde die Nordische Universität gegründet, die aber auf Grund mangelnden Rückhaltes und fehlender Gelder bereits im Jahr 1989 schließen musste. Die neue, SPD-geführte Landesregierung präferierte den Umbau der Pädagogischen Hochschule zur Universität. Dies war nicht zuletzt als Strukturförderungsmaßnahme gedacht, um einen Ausgleich für den Abzug großer Teile der in Flensburg stationierten Marineverbände zu schaffen. In den 1990er Jahren begann so schrittweise der Wandel der Pädagogischen Hochschule zu einer Universität. 1992 begann der Studiengang „Betriebliche Bildung und Management“ mit rund 60 Studenten seine Arbeit. Dies war der erste nicht traditionell pädagogische Studiengang an der Hochschule. Zwei Jahre später, am 1. September 1994, beschloss die Landesregierung die Umbenennung der Pädagogischen Hochschule in „Bildungswissenschaftliche Hochschule (Universität) Flensburg“ (kurz BU Flensburg). Da die BU Flensburg unter Platzmangel litt, wurde am 1. April 1995 die ehemalige Berufsschule an der Schützenkuhle angemietet (Kosten etwa 150.000 € pro Jahr). Mit dem Berufsschullehrer-Studiengang wurde das Angebot der Schule nochmals erweitert, am 8. Januar 1996 war die Gründungskommission für diesen neuen Studiengang zusammengetreten.

### Umzug auf den Sandberg
Die folgenden Jahre waren zudem vom Umzug auf den Sandberg geprägt. Am 14. Januar 1998 wurde die gemeinsame Bibliothek der BU Flensburg und der Fachhochschule Flensburg am Sandberg eröffnet. Im Jahre 2000 wurde schließlich die „Bildungswissenschaftliche Hochschule Flensburg - Universität“ in „Universität Flensburg“ umbenannt. Am 25. März 2002 fand die Einweihung der Mensa statt, der Großteil der Studenten auf dem Campus bestand damals noch aus FH-Studenten. Am 1. August 2002 zogen die Institute der Universität in die neu errichteten Gebäude am Sandberg, und am 29. Oktober 2002 fand die Einweihung des Hörsaalzentrums/Audimax statt. Nur das in den 1990er Jahren errichtete Institut am Nordertor, die Flensburger Phänomenta in der Innenstadt, blieb erhalten. Seit 2003 liegt zudem die Campushalle (Heimhalle der Handball-Bundesligamannschaft SG Flensburg-Handewitt) auf dem Campus, die ein Fitnesszentrum und Einrichtungen für den Hochschulsport beherbergt und von der Uni genutzt werden kann. Daneben gibt es noch Caféterien in den Hochschulgebäuden. Die alten Gebäude der PH Flensburg und die „Flensburger Burse“ im Stadtteil Mürwik wurden 2004 abgerissen. Sie wichen einem Einkaufscenter. Im Jahr 2006 konnte die Hochschule ihr 60-jähriges Bestehen feiern, am 8. November des Jahres fand deshalb ein Festakt statt. Im selben Jahr wurde im Übrigen auch der Uni-Kat Flensburg, ein Schiff, das am Institut für Physik und Chemie und ihre Didaktik im Rahmen eines Projektes entwickelt und gebaut wurde, der Öffentlichkeit vorgestellt.

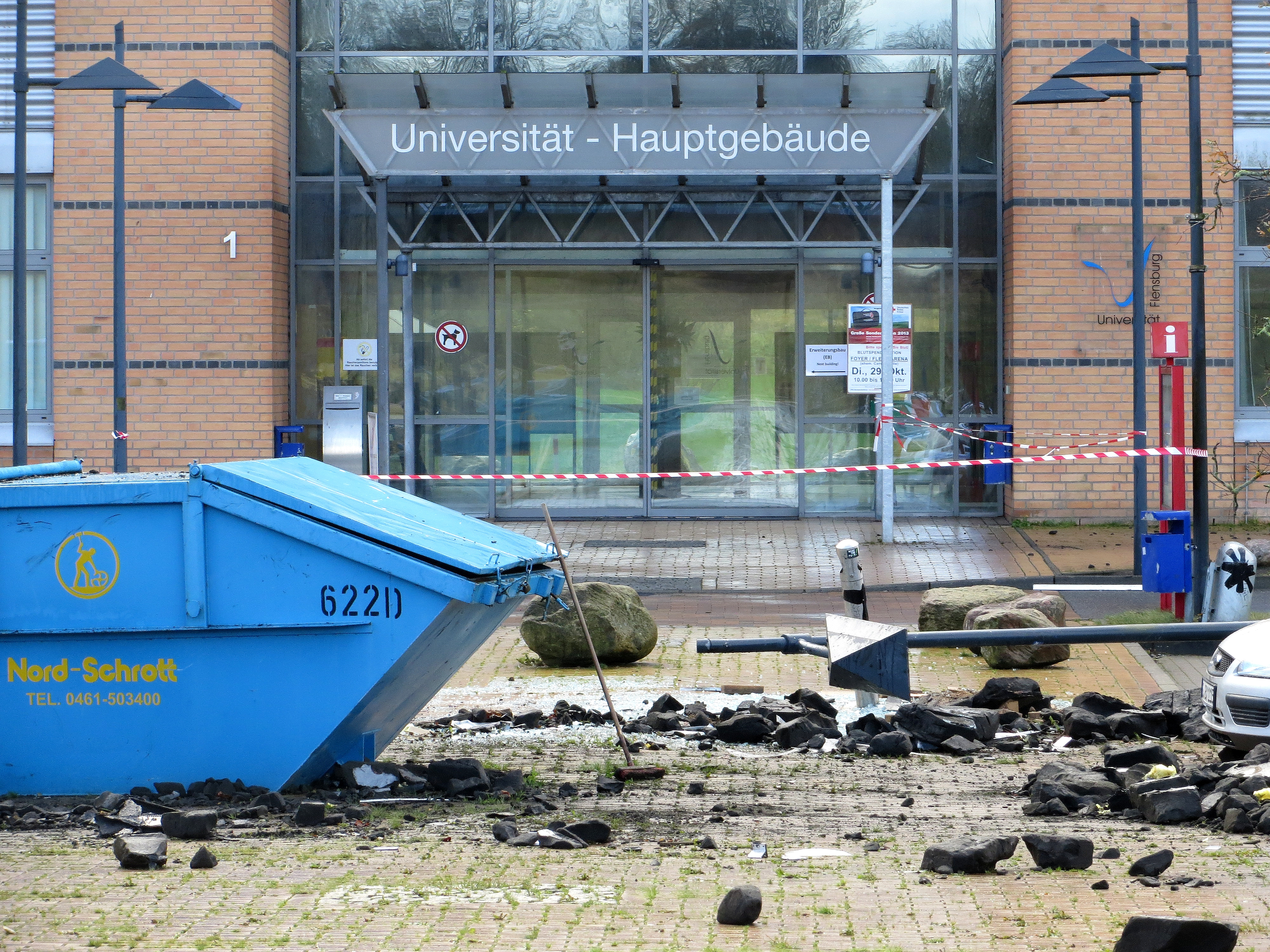
Die schon fortgeschrittenen Aufräumarbeiten vor dem Hauptgebäude nach dem Sturm (2013).

### Weiterer schrittweiser Ausbau
In den folgenden Jahren wuchsen die Universität und der Campus weiter. Anfang 2010 wurden ein neues Hallenbad und die „Campelle“ (eine Kapelle auf dem Campus) fertiggestellt, 2011 das Maritime Zentrum der Hochschule Flensburg sowie das Gebäude Helsinki der EUF. Seit dem 14. November 2016 tragen die Gebäude der Europa-Universität die Namen europäischer Städte. Am 29. November 2010 wurde der Erweiterungsbau (Helsinki) mit weiteren Vorlesungsräumen und Büros eingeweiht. 2016/2017 wurden auf dem gesamten Campusgelände insgesamt 24 Containerbauten (neun für die Hochschule Flensburg, 15 für die Europa-Universität Flensburg) à 400 Quadratmeter als Büro- und Seminargebäude errichtet. Die Wohncontainer hatte die Landesregierung 2015 zur Unterbringung von Geflüchteten angeschafft und nach Rückgang der Geflüchtetenzahlen den Hochschulen des Landes zur Verfügung gestellt.
Ende Oktober 2013 wurde das Dach des Hauptgebäudes zum wiederholten Mal durch einen Sturm beschädigt. Während des Orkans Christian lösten sich Teile vom Dach und beschädigten parkende Autos. Der Unterricht fiel in Folge an der gesamten Universität aus.

### Akkreditierung der Studiengänge seit 2004
Die Akkreditierung (Hochschule) der Studienprogramme begann 2004 mit den deutsch-dänischen Studienprogrammen auf Bachelor- und Masterniveau im Internationalen Management. Mit der Reakkreditierung dieser Programme wurden 2006 auch die European Studies und die Studiengänge „Energie- und Umweltmanagement in Entwicklungsländern“ sowie „Energie- und Umweltmanagement in Industrieländern“ akkreditiert. 2008 wurden aus verschiedenen Gründen einige Studiengänge (darunter der größte „Vermittlungswissenschaften“) vorläufig nicht akkreditiert. Die Akkreditierung erfolgte 2009 durch den Beschluss der Ständigen Akkreditierungskommission. Die Akkreditierung der neuen Studiengänge Bildungswissenschaften (B.A.), Lehramt an Grundschulen (M.Ed.), Lehramt an Gemeinschaftsschulen (M.Ed.) wurde 2013 durchgeführt. Die Akkreditierung des größten Studiengangs B.A. Bildungswissenschaften (welcher den zuvor existierenden Studiengang „Vermittlungswissenschaften“ ersetzt) erfolgte ebenfalls.

### Umbenennung in Europa-Universität Flensburg 2014
Am 30. Juni 2014 wurde die Universität schließlich in „Europa-Universität Flensburg“ umbenannt. Der damalige Präsident der EUF, Werner Reinhart, erklärte aus Anlass der Umbenennung: „Die Europa Universität Flensburg markiert keine Neuerfindung, sondern eine Profilschärfung. [...] Das bereits Erreichte, [...] – die Möglichkeit deutsch-dänischer Doppelabschlüsse etwa oder Partnerschaften mit über 60 internationalen Hochschulen Ländern – soll mit der Ausrufung der Europa-Universität ebenso akzentuiert werden wie das Neue [...]  Wir beschließen heute eine künftig offensichtliche Kopplung zwischen unserer Universität und der europäischen Idee. [...] Gemäß unserem Leitbild wollen wir Horizonte öffnen und Antworten auf zentrale Zukunftsfragen finden. Wir wollen deshalb eine Europa-Universität bauen, die die Begriffe dieses Leitbildes stark macht: Vielfalt, Gerechtigkeit, Nachhaltigkeit. Wir wollen eine Europa-Universität sein, die Wert legt auf Diversität und Inklusion, auf Geschlechter- und Familiengerechtigkeit, auf die Rechte der Anderen und die Rechte der Natur. Für eine lehramtsfokussierte Universität zählt zudem das beherzte Eintreten für Bildungsgerechtigkeit  zu unseren Markenzeichen. [...]“

### Entwicklung seit 2014
Nach der Einrichtung einer ganzen Reihe dafür erforderlicher neuer Professuren wurde es zum Wintersemester 2015/16 möglich, in Flensburg auch gymnasiales Lehramt (Sekundarstufe II) zu studieren, was in Schleswig-Holstein bis dahin nur in Kiel möglich gewesen war. Die angebotenen Fächer sind Deutsch, Englisch, Dänisch, Geschichte, Mathematik, Wirtschaft/Politik, Französisch, Kunst und Spanisch. Zum Herbst 2017 wurden überdies international ausgerichtete Semesterzeiten eingeführt, die von denen der meisten deutschen Universitäten abweichen, und Europa-Professuren geschaffen. Im Bereich von Studium und Lehre wurden neue europawissenschaftliche Studiengänge sowie das Interdisciplinary Centre für European Studies (ICES) eingerichtet.

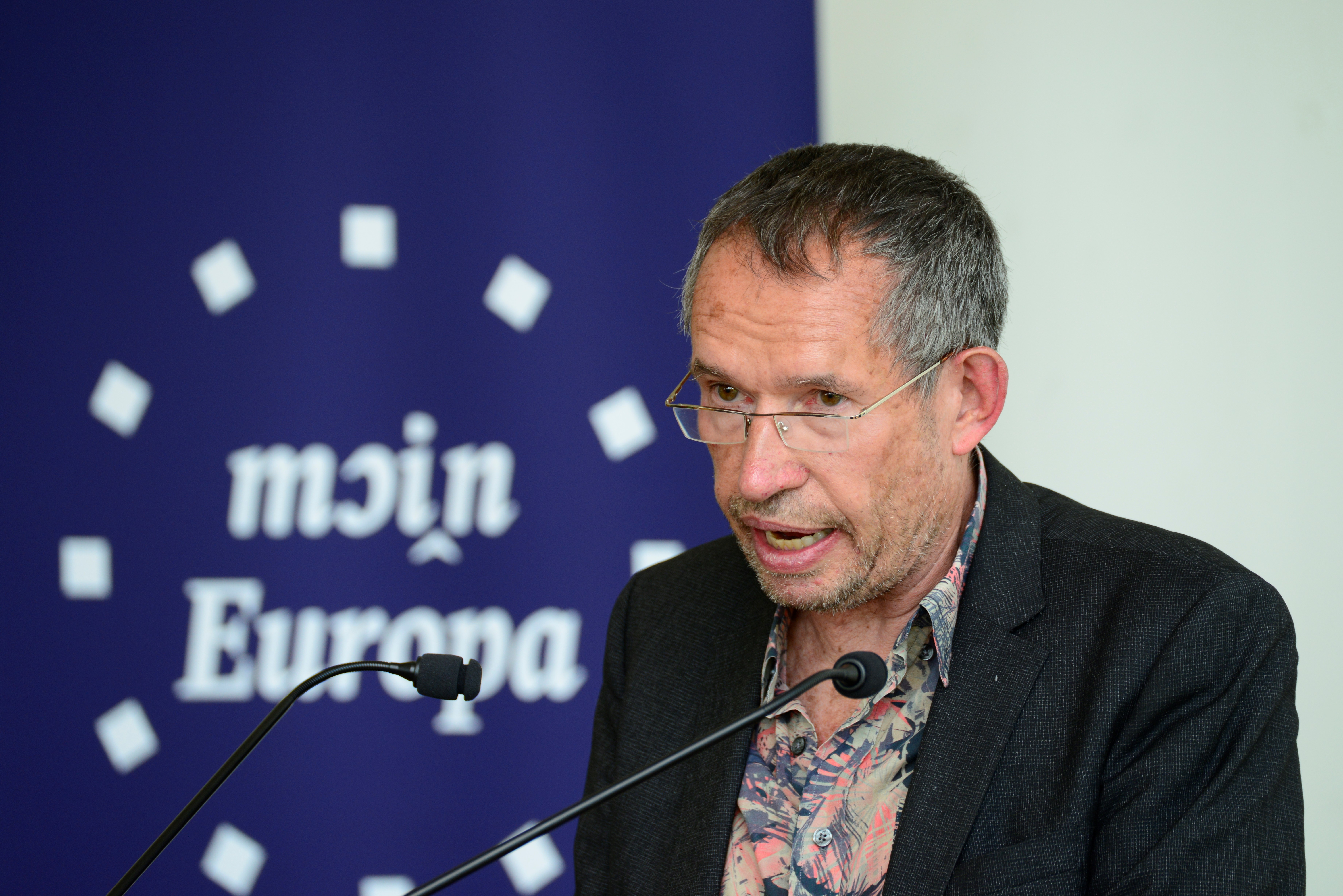
Carsten Jensen bei der Verleihung des Europa-Preises der EUF am 17. Mai 2018

2018 wurde erstmals der vom Hochschulrat der EUF gestiftete „Europa-Preis“ an den dänischen Schriftsteller Carsten Jensen vergeben. Im Jahr 2020 ging der Europa-Preis an die EU-Bürgerbeauftragte Emily O’Reilly, wurde aber aufgrund der COVID-19-Pandemie erst 2021 feierlich übergeben. Der Preis soll Menschen ehren, die sich für ein starkes und demokratisches Europa engagieren – unter besonderer Berücksichtigung des skandinavischen Raums. Der Preis ist mit 10.000 Euro dotiert und wird alle drei Jahre vergeben; um den Preis zu finanzieren, verzichten die Mitglieder des Hochschulrates auf die ihnen zustehende Aufwandsentschädigung.

## Universitätsstruktur und Studienangebot
Die Universität besteht gegenwärtig aus 10 Instituten. Im WS 2016/17 waren dort 5.333 Studierende immatrikuliert, 2021 studierten an der Hochschule 6403 Personen. An oberster Stelle lag im Wintersemester 2012/2013 der Studiengang Bachelor of Arts in Vermittlungswissenschaften mit 2420 Bewerbern, gefolgt vom Bachelor-Studiengang International Management mit rund 670 Bewerbern. 2018 sind 5.711 Studierende immatrikuliert. Davon sind 71,1 % weiblich, 28,3 % männlich, der Anteil ausländischer Studierender beträgt 6,7 %. Die EUF bietet 17 Studiengänge an. Zu den Besonderheiten der Universität im deutsch-dänischen Grenzgebiet zählen die enge Kooperation und die gemeinsamen Studiengänge mit der dänischen Syddansk Universitet im 30 Kilometer entfernten Sønderborg. An der EUF sind 701 Personen beschäftigt, darunter 90 Professoren, 295 wissenschaftliche Mitarbeiter, 146 Mitarbeiter in Technik und Verwaltung, zwei Auszubildende und 168 Lehrbeauftragte.
Die EUF bietet derzeit 17 Studiengänge in den Bereichen Lehramt und Bildungswissenschaften, interdisziplinäre Europawissenschaften, Transformation/Nachhaltigkeit und Wirtschaftswissenschaften an. Sie unterteilen sich in drei Bachelor- und 14 Masterstudiengänge. Aufgrund der Ursprünge der Universität in einer PH ist ein großer Teil der Studiengänge lehramtsbezogen: Der Bachelor of Arts Bildungswissenschaften bildet den ersten Abschnitt der Lehramtsausbildung. Nach erfolgreichem Abschluss kann aus fünf Master of Education gewählt werden, die die spätere Schulform festlegen (Grundschule, Sekundarschule mit Schwerpunkt SEK I für die Klassen 5–9/10, Sekundarschulen II für die Klassen 5–13 und berufliche Schulen). Die außerschulischen Studiengänge der EUF sind stark interdisziplinär organisiert und stellen die Frage nach einer zukunftsfähigen und lebenswerten Gesellschaft. Der englischsprachige Bachelor of Arts Studiengang „European Cultures and Society“ und der mehrsprachige (Deutsch und Englisch sowie Dänisch bzw. Spanisch), wirtschaftswissenschaftliche Bachelor-Studiengang „International Management“ sind international ausgerichtet und kooperieren eng mit den Universitäten der Grenzregion. Die nicht lehramtsbezogenen Master-Studiengänge der EUF sind ebenfalls alle – von Erziehungswissenschaften: „Bildung in Europa – Education in Europe“ über „European Studies“, „International Management Studies“, „Kultur – Sprache – Medien“ bis hin zu „Transformationsstudien“ – stark interdisziplinär und international mit deutlichem Europa-Bezug konzipiert. 2015/2016 startete des Weiteren der kooperative Studiengang „Kita-Master – Leitung frühkindlicher Bildungseinrichtungen“ mit dem Abschluss Master of Arts als Weiterbildungsstudiengang.

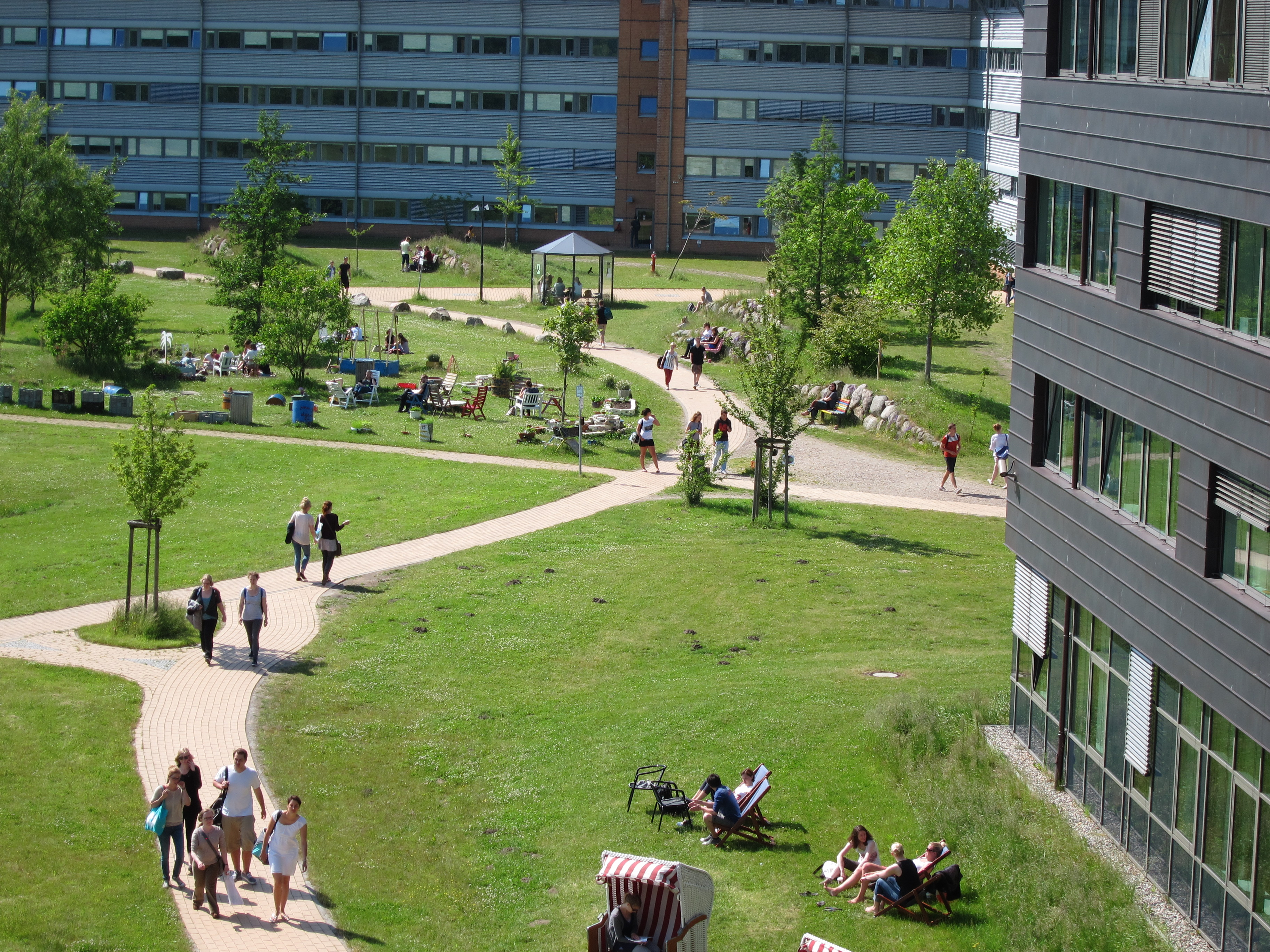
Campus der Universität (2013)

### Aktuelle Studiengänge
Derzeit (Herbstsemester 2023) werden an der Europa-Universität Flensburg folgende Bachelor- und Masterstudiengänge angeboten:
- Bachelor- und andere grundständige Studiengänge
  - Bildungswissenschaften (B.A.) (zugleich erste Phase der Lehrerausbildung)
  - European Cultures and Society (B.A)
  - International Management – BWL (B.A.)
  - Sozialwissenschaften: Social and Political Change (B.A.)
  - Transkulturelle Europastudien: Sprachen, Kulturen, Interaktionen (B.A.)

- Master-Studiengänge
  - Energie- und Umweltmanagement, Energy and Environmental Systems, Spezialisation Sustainable Energy Systems and Management in Developing Countries (SESAM) (M.Eng.)
  - Energie- und Umweltmanagement, Spezialisierung Energie- und Umweltmanagement in Industrieländern (M.Eng.)
  - European Studies (M.A.)
  - Erziehungswissenschaft: Bildung in Europa – Education in Europe (M.A)
  - International Management Studies – BWL (M.A.)
  - Kultur – Sprache – Medien (M.A.)
  - Lehramt an Grundschulen (M.Ed.)
  - Lehramt an Sekundarschulen mit dem Schwerpunkt SEK I (M.Ed.)
  - Lehramt an Sekundarschulen mit Schwerpunkt SEK II (M.Ed.)
  - Lehramt an Gemeinschaftsschulen (M.Ed.) (läuft aus)
  - Lehramt an beruflichen Schulen (Vocational Education) (M.Ed.)
  - Lehramt an beruflichen Schulen (Vocational Education) (M.Ed.) – Ernährungs- und Hauswirtschaftswissenschaft (EHW)
  - Lehramt Sonderpädagogik (M.Ed.)
  - Prävention und Gesundheitsförderung (M.A.) (letztmalige Aufnahme von Studierenden zum Wintersemester 2016/17)
  - Transformationsstudien (M.A.)
- Weiterbildungsstudiengang
  - KiTa-Master – Leitung frühkindlicher Bildungseinrichtungen (M.A.)

### Institute und Seminare
Gegenwärtig ist die Universität in zehn Institute gegliedert.
- Berufsbildungsinstitut Arbeit und Technik (biat)
- Institut für Ästhetisch-Kulturelle Bildung (Bestehend aus den Abteilungen: Musik, Kunst und visuelle Medien, Textil und Mode sowie Darstellendes Spiel, Theater, Performance.)
- Institut für Erziehungswissenschaften (Bestehend aus den Abteilungen: Erziehungswissenschaft, Schulpädagogik und Psychologie.)
- Institut für Gesellschaftswissenschaften und Theologie (Mit den Seminaren: Geschichte und Geschichtsdidaktik, Politikwissenschaft und Politikdidaktik, Soziologie, dem Seminar für evangelische Theologie mit der Abteilungen für Bibelwissenschaften, Bibeldidaktik und Religionspädagogik und der Abteilung Dialog der Religionen, systematische und historische Theologie,  sowie dem Seminar für katholische Theologie.)
- Institut für Gesundheits-, Ernährungs- und Sportwissenschaften (Mit den Abteilungen Ernährung und Verbraucherbildung, Gesundheitspsychologie und -bildung, sowie Sportwissenschaft.)
- Institut für mathematische, naturwissenschaftliche und technische Bildung (Bestehend aus Abteilungen zu den Schulfächern: Biologie, Chemie, Mathematik, Physik sowie zu Sachunterricht und Technik)
- Institut für Sonderpädagogik (Mit den Abteilungen für Inklusion und pädagogische Entwicklungsförderung, Pädagogik bei Beeinträchtigung der geistigen Entwicklung, Pädagogik bei Beeinträchtigung von Sprache und Kommunikation, Pädagogik und Didaktik zur Förderung der emotionalen und sozialen Entwicklung, Sonderpädagogik des Lernens, sowie Sonderpädagogische Psychologie.)
- Institut für Sprache, Literatur und Medien (Bestehend aus dem Seminar für Anglistik und Amerikanistik, dem Dänischen Seminar, dem Friesischen Seminar, dem Seminar für DaF/DaZ, dem Seminar für Medienbildung, dem Romanischen Seminar, sowie dem Seminar für Germanistik inklusive der Abteilung für niederdeutsche Sprache und Literatur.)
- Interdisziplinäres Institut für Umwelt-, Sozial- und Humanwissenschaften (Mit Abteilungen zu Energie- und Umweltmanagement, Integrative Geographie (inkl. Physische Geographie), Humangeographie und geographische Bildung, Ökologie, Transformationsdesign und -forschung, Zentrale Methodenlehre sowie dem Philosophisches Seminar)
- Internationales Institut für Management und ökonomische Bildung (Mit den Abteilungen Arbeits- und Organisationspsychologie, Comparative Institutional Analysis, Europa- und Völkerrecht, Finanzwirtschaft, Internationale und Institutionelle Ökonomik, Medienmanagement und Marketing, Pädagogik, Personal und Organisation, Sozial- und Bildungsökonomik, Strategisches und Internationales Management, Weiterbildungs- und Hochschulmanagement, sowie Wirtschaftswissenschaften und ihre Didaktik.)[30]

### Forschungseinrichtungen
Die Forschungsschwerpunkte der EUF sind Bildungswissenschaften, Interdisziplinäre Europaforschung und Nachhaltige Entwicklung/Transformationsforschung.
An der Europa-Universität Flensburg gibt es zwei zentrale Forschungszentren: Das „Zentrum für Bildungs-, Unterrichts-, Schul- und Sozialisationsforschung“ (ZeBUSS) bündelt und fördert seit November 2016 Forschung, insbesondere Grundlagenforschung in den Bereichen schulischer und außerschulischer Bildungsprozesse. Seit März 2018 erforscht das Interdisciplinary Centre for European Studies (ICES) mit den unterschiedlichen Perspektiven und Methoden der Sozial- und Geisteswissenschaften die vielschichtigen Prozesse der europäischen Entwicklung.
Darüber hinaus gibt es folgende Forschungseinrichtungen an der EUF:
- Das Institut für schleswig-holsteinische Zeit- und Regionalgeschichte (IZRG)[31] erforscht und vermittelt die regionale Zeitgeschichte Schleswig-Holsteins im überregionalen und internationalen Kontext.
- Das Norbert Elias Center for Transformation Design & Research (NEC)[32] erforscht vor dem Hintergrund von Klimawandel, Ressourcenverknappung und Umweltverschmutzung die Möglichkeiten zur gesellschaftlichen Veränderung unter dem Leitbild der Zukunftsfähigkeit.
- Das Zentrum für Kleine und Regionale Sprachen (KURS)[33] erforscht kleine und regionale Sprachen aus sprach-, literatur- und kulturwissenschaftlicher Perspektive unter besonderer Berücksichtigung der Mehrsprachigkeit in der Region Schleswig.
- Das gemeinsame Dr. Werner Jackstädt-Zentrum (DWJZ)[34] bündelt die Forschungs-, Lehr- und Transferaktivitäten der Europa-Universität Flensburg und der Hochschule Flensburg in den Bereichen Entrepreneurship und Mittelstandsforschung.
- Das Zentrum für nachhaltige Energiesysteme (ZNES)[35], ebenfalls gemeinsam mit der Hochschule Flensburg, hat sich zum Ziel gesetzt, dauerhaft umwelt- und klimaverträgliche Energiesysteme und Energietechnologien zu erforschen, zu entwickeln und zu implementieren.

Seit der Umbenennung in Europa-Universität im Juni 2014 wird der Europa-Schwerpunkt kontinuierlich ausgebaut. So sind seitdem mehr als zehn Professuren mit europawissenschaftlicher Ausrichtung, der englischsprachige, europawissenschaftliche Bachelorstudiengang „European Cultures and Society“ und das „Interdisciplinary Center for European Studies“ (ICES) geschaffen worden. Neben der interdisziplinären Europaforschung spielt der Bezug zu Europa in der Lehre eine wichtige Rolle, viele Fächer und Studiengänge setzen ihre Inhalte in einen europäischen Kontext.

### Einrichtungen der Universität und Labore
- Mensa des Studentenwerks Schleswig-Holstein
- Zentrale Hochschulbibliothek
- Mediathek des Zentrums für Lehrerbildung (ehemals EULE)
- Geolabor (physisch-geographisches Labor mit den Schwerpunkten Geomorphologie, Boden und Wasser)
- Geodaten-Hub, Karten- und Feldgerätesammlung, historische Gesteinssammlung und Bodenausstellung mit Lackprofilen (AG Physische Geographie)
- Labore der Abteilungen Biologie und Ökologie inkl. Sammlungen
- Labor des Instituts für Chemie
- Labor des Instituts Physik und ihre Didaktik und Geschichte inkl. Sammlung
- Labore und Werkstätten des Instituts für Technik und ihre Didaktik
- Labore des Berufsbildungsinstituts Arbeit und Technik (biat)
- Phänologischer Klimagarten (AG Physische Geographie)
- Garten der Vielfalt (ehemals Biogarten; Abteilungen Biologie und Ökologie)
- Färbergarten (Abteilung Textil und Mode)
- Gemeinschaftsgarten (AStA)

### Internationalisierung
Im Herbstsemester 2017/18 wurden die Semesterzeiten international kompatibel mit wichtigen Partnerhochschulen gestaltet: Die EUF ist seitdem neben der Universität Mannheim eine von zwei deutschen Universitäten, an denen die Vorlesungszeit im Frühjahrssemester von März bis Juni, im Herbstsemester von September bis Dezember geht. Die EUF unterhält Beziehung zu über 120 Partneruniversitäten in 35 Ländern, in deren Rahmen der Studierendenaustausch und die gegenseitige Anerkennung von Studienleistungen vereinbart wurden. Das International Center (IC) koordiniert den Austausch. Das IC hilft bei der Suche nach einer passenden Universität, der Finanzierung und der Anerkennung von Studienleistungen. Studierenden und Mitarbeitern bietet es kostenlose Sprachkurse und es betreut Studierende, Doktoranden sowie Gastdozenten aus anderen Ländern.

### Studieninteressierte Geflüchtete
Seit 2015 unterstützt die EUF mit dem „Programm zur Studienvorbereitung und -integration von Geflüchteten“ (ProRef) studieninteressierte Geflüchtete bei der sprachlichen, methodischen und kulturellen Vorbereitung auf ein Studium sowie bei der Integration in das deutsche Hochschulsystem, den Arbeitsmarkt und die Gesellschaft. Das einjährige Programm wird durch das Land Schleswig-Holstein sowie durch den DAAD aus Mitteln des Bundesministeriums für Bildung und Forschung (BMBF) mit insgesamt fast 1,3 Millionen Euro gefördert.

### Rektoren bzw. Präsidenten
- 2001–2009: Heiner Dunckel (* 1954)
- 2009–2010: Lutz Rainer Reuter (* 1943)
- 2010–2012: Waltraud Wende (* 1957)
- 2012-2024: Werner Reinhart (* 1958)
- seit 2024: Christiane Hipp (* 1968)[39]

## Campus
Die Gebäude der EUF befinden sich auf dem Campusgelände, einer etwa 30 Hektar großen Grünfläche im Flensburger Stadtteil Sandberg. Die Lehre, das Studium sowie die Forschung finden überwiegend dort statt. Die EUF teilt sich den Campus mit der Hochschule Flensburg. Insgesamt studieren rund 10.000 Studierende auf dem Flensburger Campus. Auf Campus befinden sich neben den verschiedenen EUF-Gebäuden auch das mit der Hochschule gemeinsam genutzte Audimax, die Mensa, Wohnheime, ein Kindergarten sowie die Bibliothek (ZHB), welche ebenfalls eine gemeinsame Einrichtung der Universität und Fachhochschule Flensburg darstellt. Des Weiteren gibt es noch Caféterien in den Hochschulgebäuden. Auf dem Campus befindet sich außerdem die Campushalle (Heimhalle der Handball-Bundesligamannschaft SG Flensburg-Handewitt), in der sich zudem ein Fitnesszentrum und Einrichtungen für den Hochschulsport befinden. Lediglich das „Institut für Management und ökonomische Bildung“ (IIM), das die Management-Studiengänge der EUF verantwortet, ist nicht auf dem Campus, sondern in der alten Navigationsschule gegenüber der Flensburger Brauerei untergebracht.

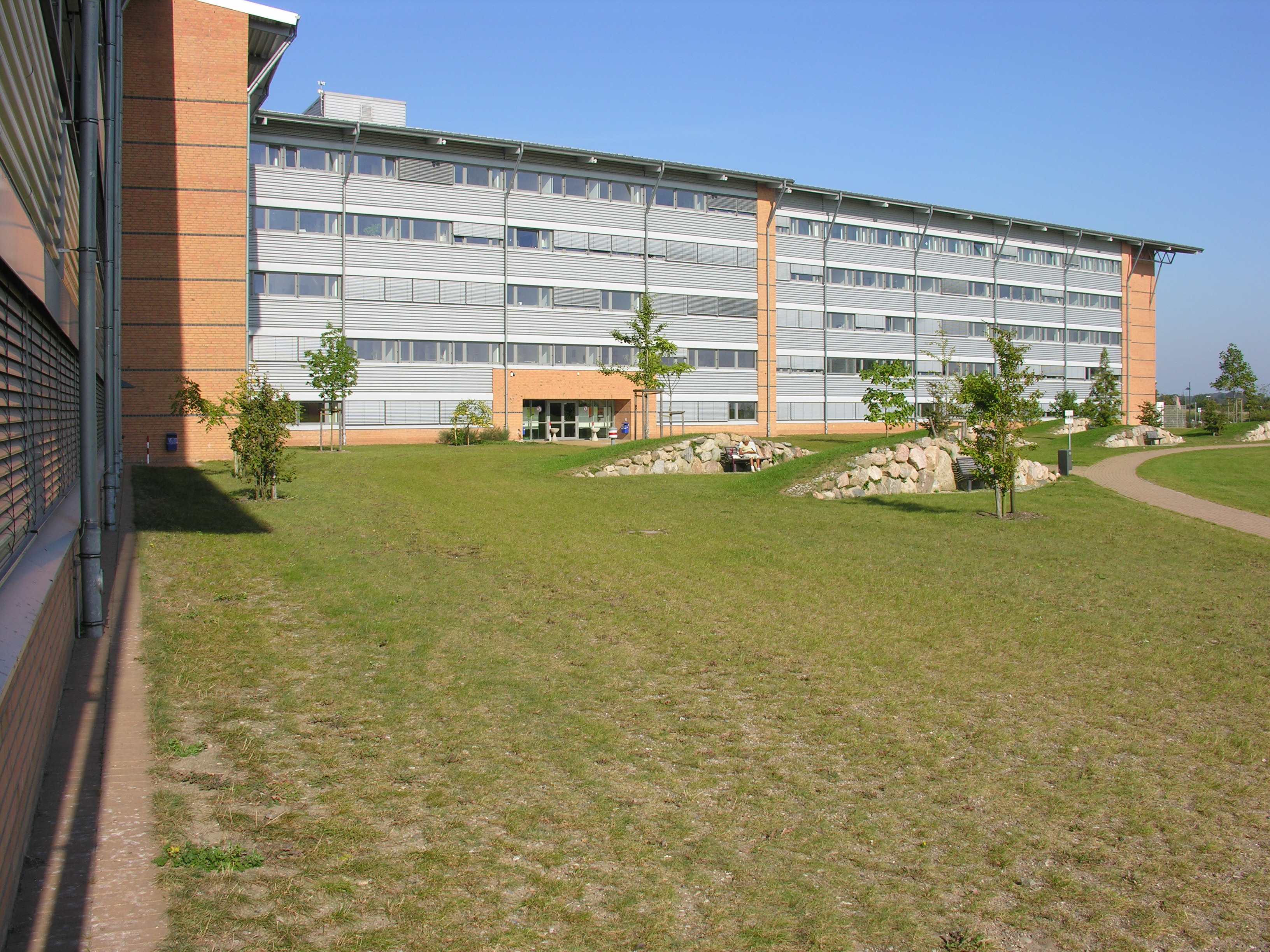
Gebäude Oslo (ehemals „Hauptgebäude“)
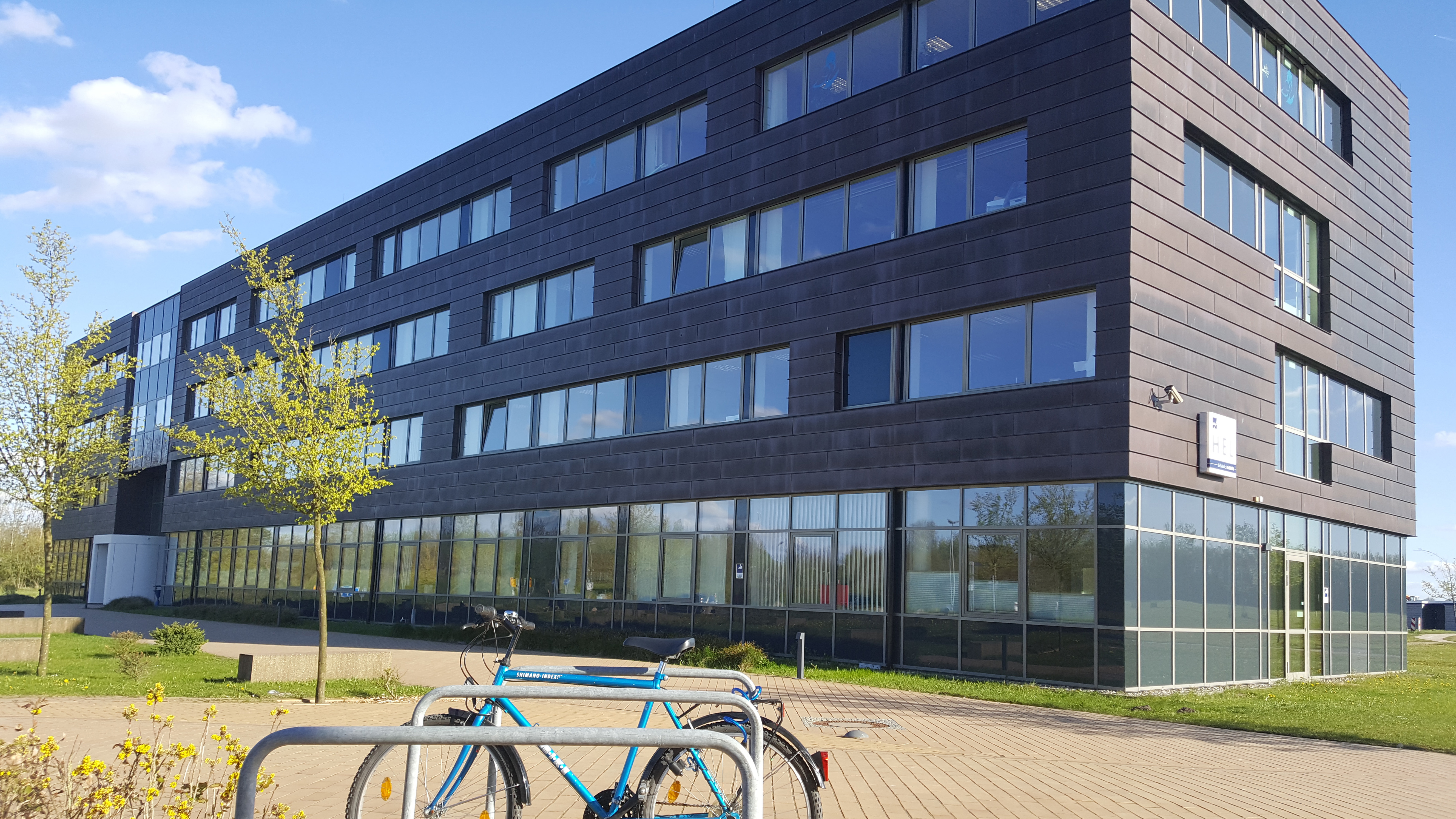
Gebäude Helsinki (ehemals „Erweiterungsbau“)
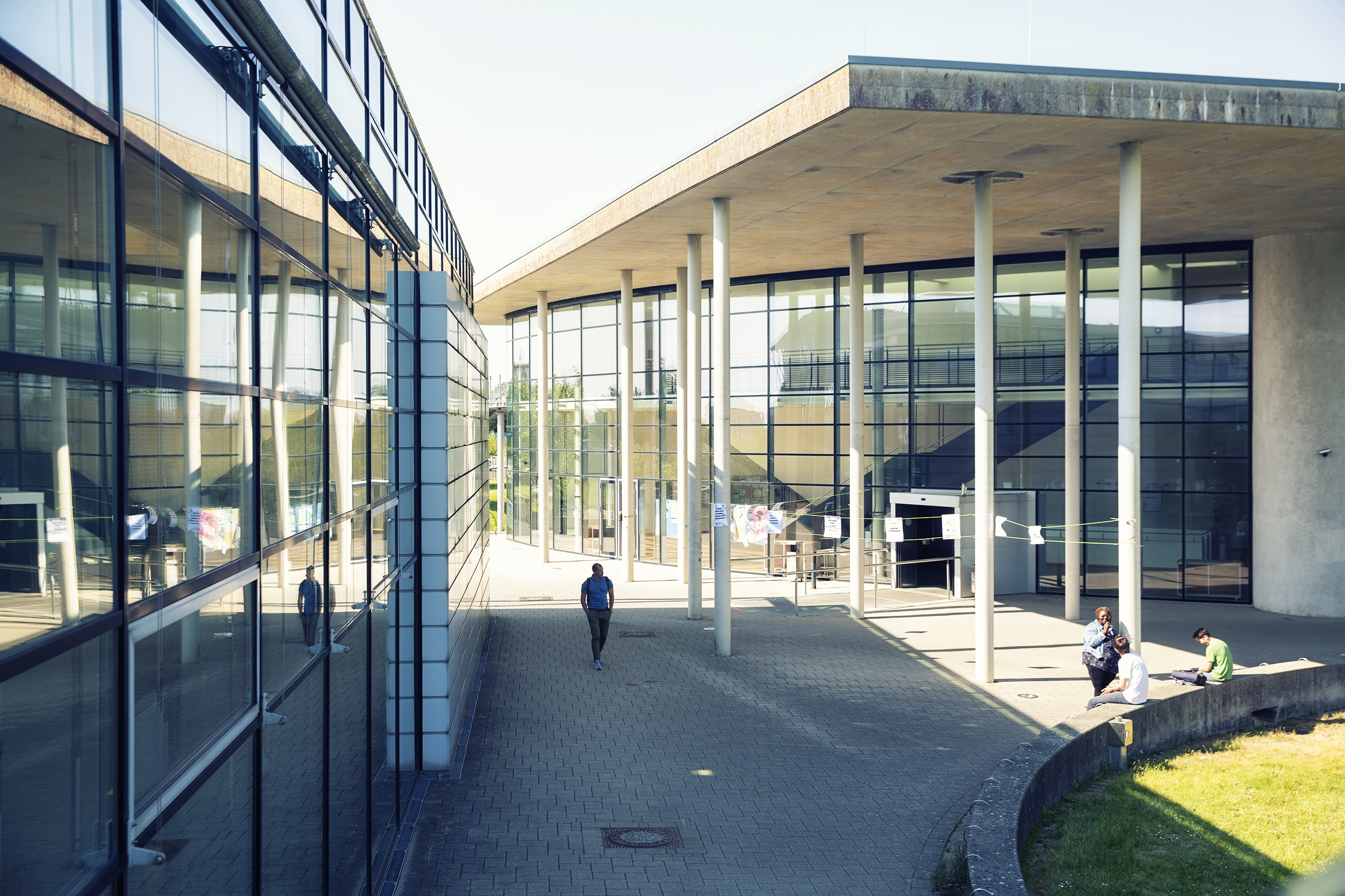
Audimax (außen)
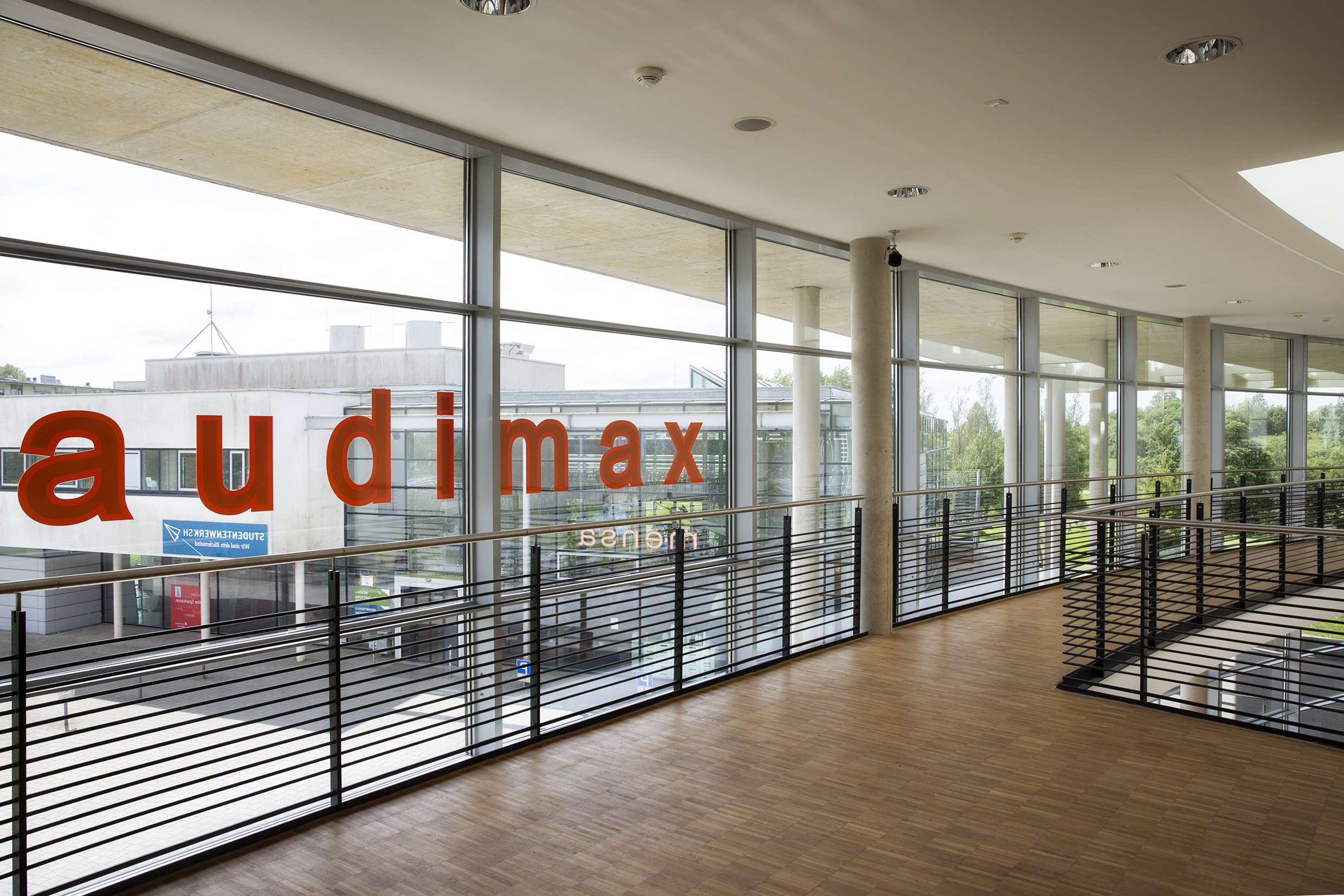
Audimax (innen)
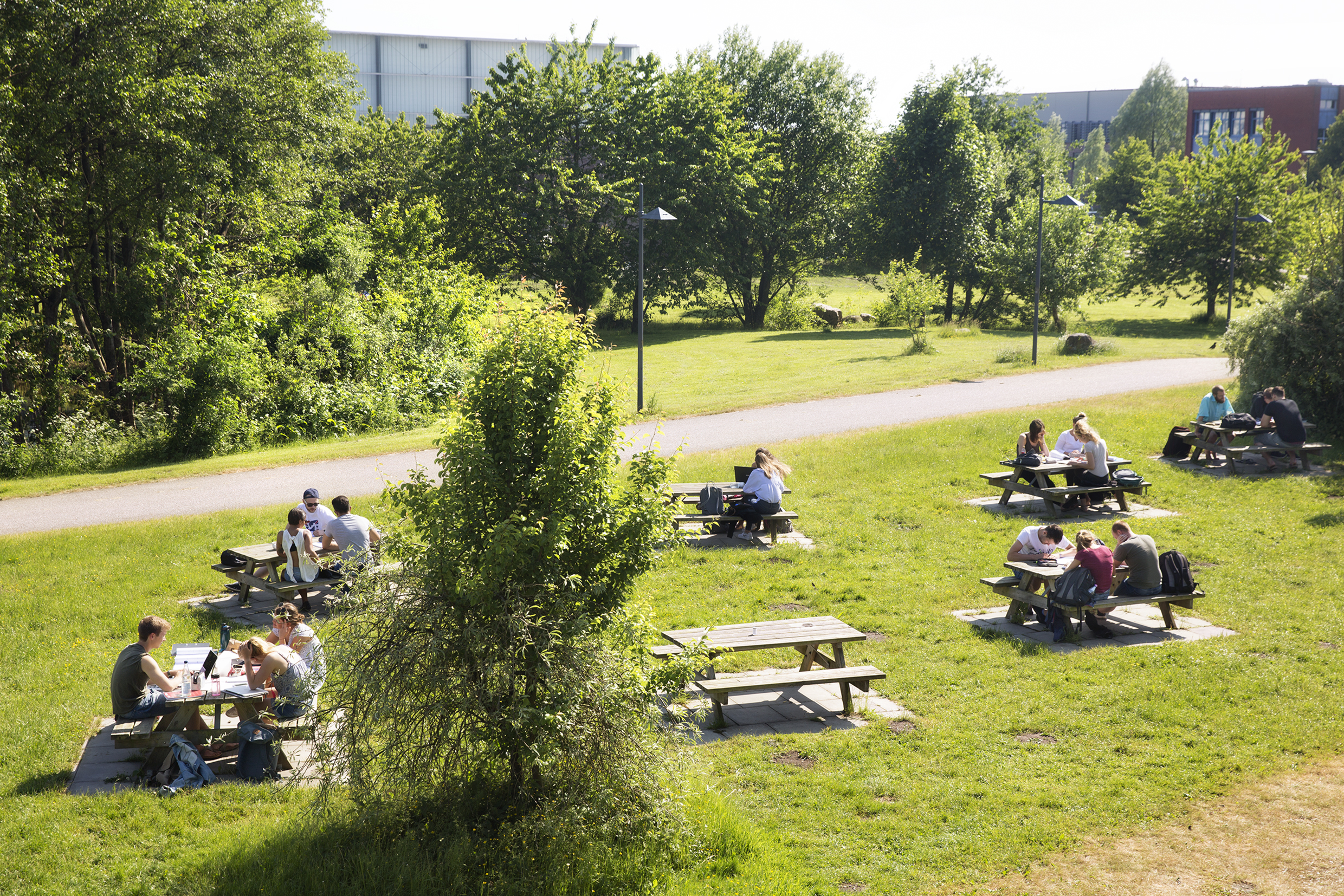
Außengelände der Mensa
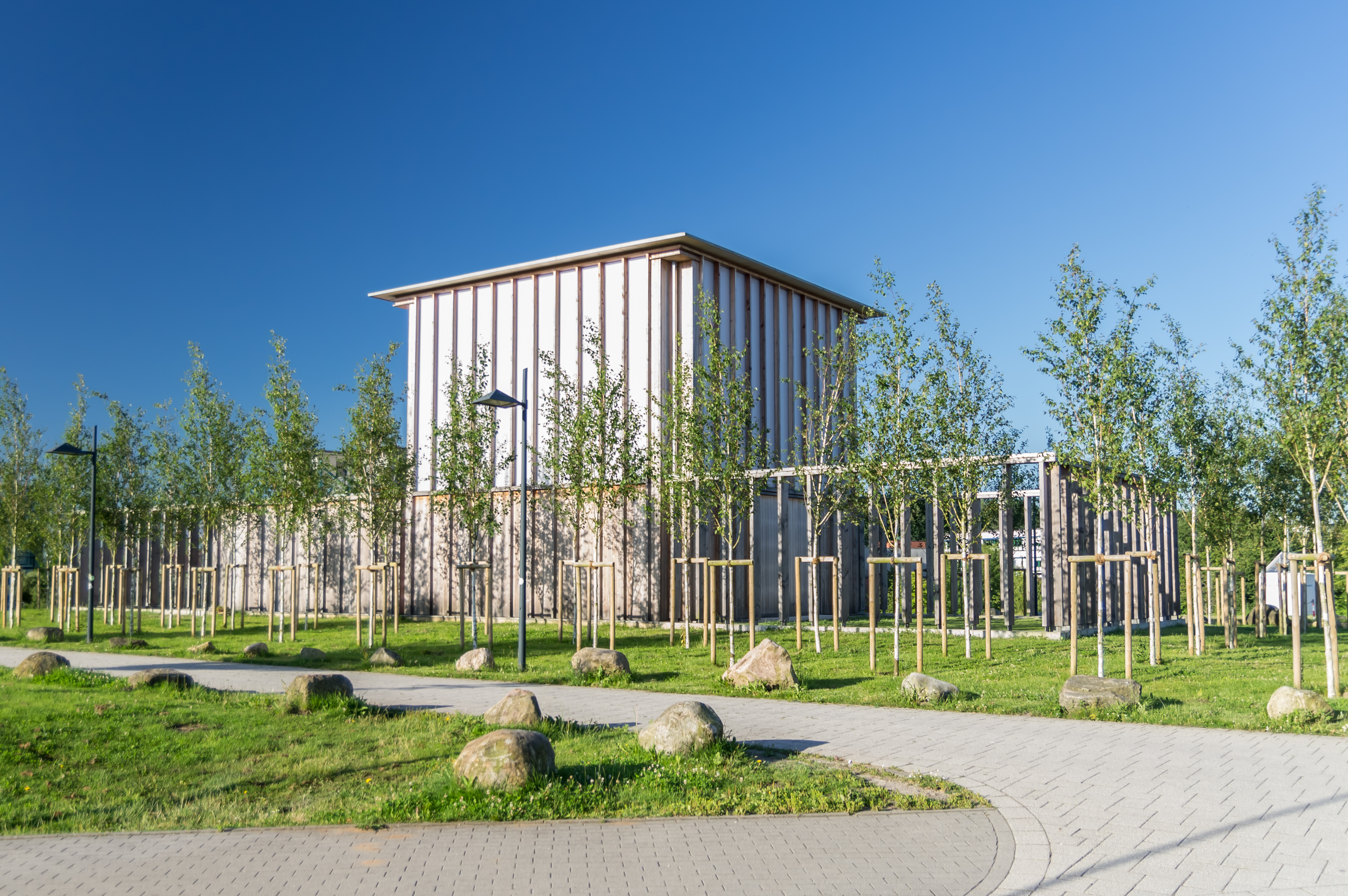
Campelle
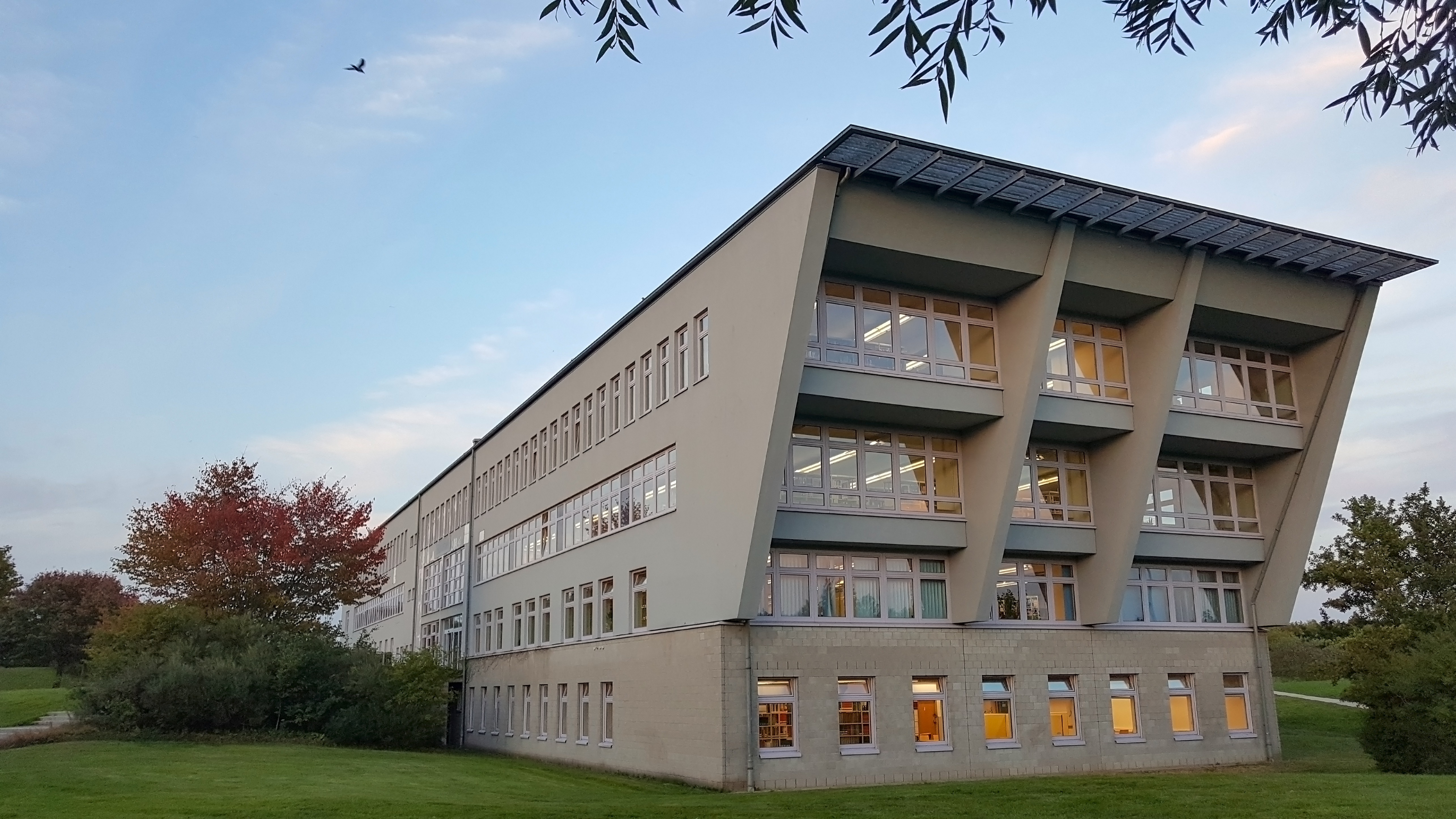
Vorderseite der Zentralen Hochschulbibliothek Flensburg (ZHB)
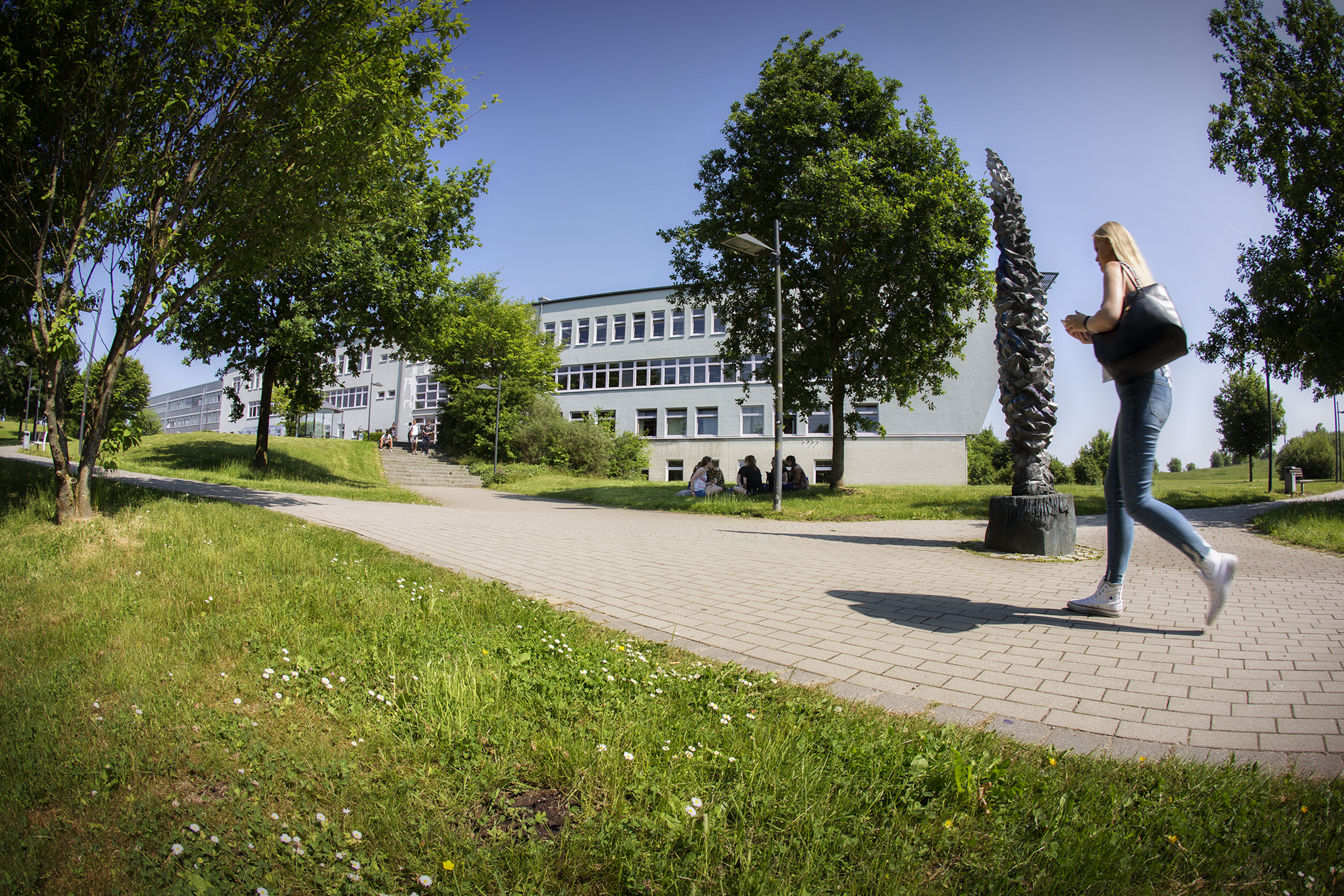
Weg zur Zentralen Hochschulbibliothek (ZHB)

### Klimagarten

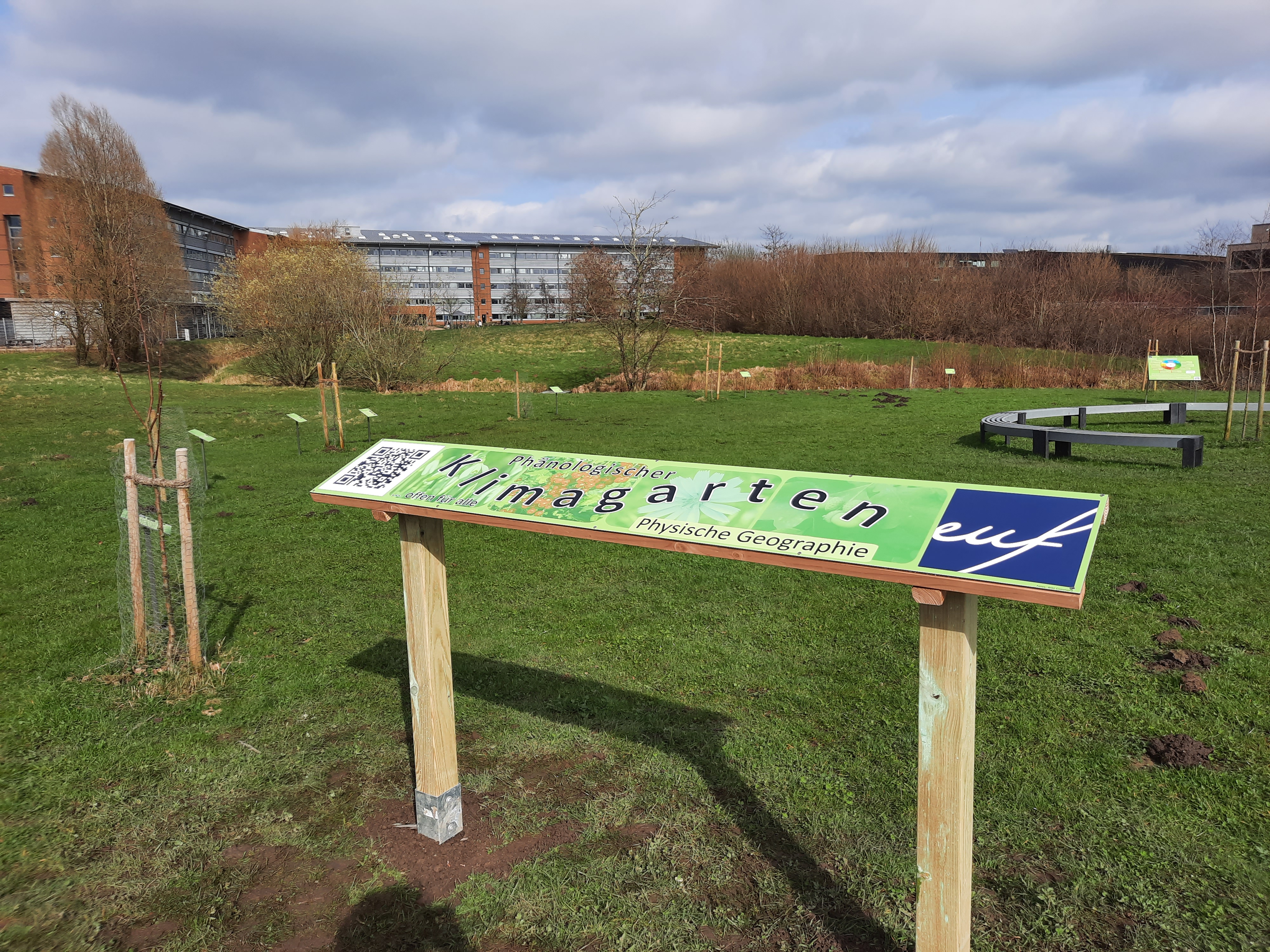
Der phänologische Klimagarten an der Europa-Universität Flensburg 2023

Auf dem Campus befindet sich seit 2023 ein phänologischer Klimagarten. Er ist 27 Meter breit, kreisrund und enthält 20 Baum-, Strauch- und krautige Pflanzenarten, die mit Schautafeln erläutert sind und es ermöglichen, den Beginn der zehn phänologischen Teiljahreszeiten einzuordnen. Die umfassende Darstellung der phänologischen Beobachtungsreihen des Deutschen Wetterdienstes für Schleswig-Holstein und Hamburg von 1961 bis 1990 und von 1991 bis 2020 veranschaulichen die Auswirkungen des Klimawandels vor Ort. Eine runde Bank in der Mitte, die um eine Sommerlinde herum errichtet wurde, erlaubt den Gruppenunterricht im Freien. Der öffentlich zugängliche Garten entstand auf Initiative von Christian Stolz und ist dem Fach Physische Geographie zugeordnet.

### Kontroverse um die Statue Primavera
Seit 1956 stand im Foyer die Bronzeplastik „Primavera“, it. für Frühling von Fritz During, eine Interpretation des Bildwerkes Primavera von Sandro Botticelli. Sie zeigte eine abstrahierte Frauenfigur mit nach vorn versetztem Bein und hinter dem Kopf verschränkten Armen. Die Bronzeplastik war bis Ende Februar 2023 im Eingangsbereich des Uni-Hauptgebäudes, im Haus Oslo, aufgestellt. Beantragt durch den Gleichstellungs- und Diversitätsausschuss der Hochschule wurde diese zum Anfang des Jahres entfernt. Stattdessen stand auf dem Marmorsockel ein regenbogenfarbenes Fragezeichen aus dem 3-D-Drucker. Nach Angaben der hauptamtlichen Gleichstellungsbeauftragten Martina Spirgatis habe es „Studentinnen und Wissenschaftlerinnen gegeben, die sich beim Anblick der ‚Primavera‘ unwohl fühlten.“ Weiterhin führte die hauptamtlichen Gleichstellungsbeauftragte aus, dass eine „Figur, die ein ausgeprägtes Becken“ habe, „nicht einen Hauch von Intellektualität“ zulasse und damit ein überkommenes Frauenbild symbolisiere, „das nicht geeignet ist, an so zentraler Stelle einer Universität als Empfangsdame zu stehen.“ In der Folge kam es zu einer breiten Diskussion innerhalb der Universität und in der zahlreichen regionalen und überregionalen Medien. Zum Herbstsemester erklärte das Präsidium den Beschluss zur Entfernung für nichtig und die Bronzeplastik kehrte wieder an ihren ursprünglichen Standort im Eingangsbereich zurück.